# Fornach
Fornach è un comune austriaco di 952 abitanti nel distretto di Vöcklabruck, in Alta Austria.